# Jan Świerzowicz
Jan Świerzowicz (ur. 4 kwietnia 1887 w Posadzie Olchowskiej, zm. 4 stycznia 1963 w Trzemesznie) – doktor filozofii, polonista, nauczyciel, historyk i krytyk literatury, tłumacz przysięgły, działacz oświatowy i społeczny.

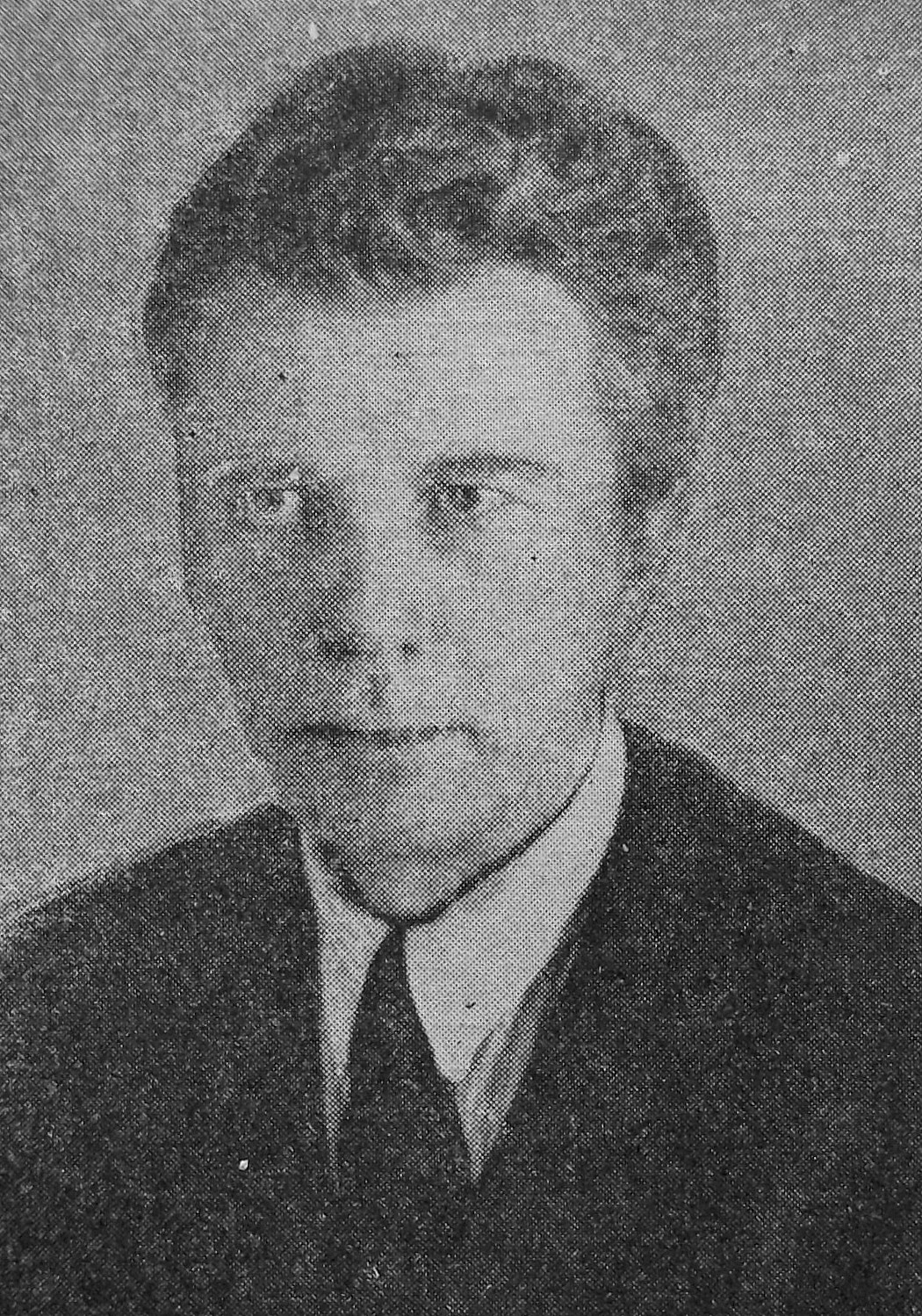
Jan Świerzowicz

## Życiorys
Urodził się 4 kwietnia 1887 w Posadzie Olchowskiej, jako jedno z dziesięciorga dzieci Józefa (1861–1950, murarz) i Agnieszki z d. Satuła (1864–1936). Miał brata Michała (ur. 1889), siostrę Marię (ur. 1900), bliźnięta Władysława i Józefa (ur. 1903). Wraz z rodziną zamieszkiwał w Posadzie Olchowskiej przy ulicy Kazimierza Lipińskiego. W Sanoku uczęszczał do szkoły ludowej. W 1908 zdał z odznaczeniem egzamin dojrzałości w C. K. Gimnazjum w Sanoku (w jego klasie był m.in. Mieczysław Sygnarski). Następnie kształcił się na studiach polonistycznych na Wydziale Filozoficznym Uniwersytetu Franciszkańskiego we Lwowie od 1908 do 1913. Został działaczem dyrekcji Związku Młodzieży Polskiej „Przyszłość” (PET) we Lwowie.
Od 1911 pracował jako nauczyciel-aplikant w C. K. V Gimnazjum we Lwowie. W roku szkolnym 1912/1913 jako kandydat stanu nauczycielskiego został mianowany zastępcą nauczyciela w oddziałach równorzędnych C. K. IV Gimnazjum we Lwowie. 23 maja 1916 zdał egzamin nauczycielski. W roku szkolnym 1920/1921 pracował w IX Państwowym Gimnazjum im. Jana Kochanowskiego we Lwowie, gdzie uczył języka polskiego, języka greckiego, propedeutyki filozofii oraz był zawiadowcą biblioteki polskiej. Od 1923 przez sześć lat był dyrektorem Państwowego Gimnazjum im. Marii Konopnickiej w Ostrogu. W tym okresie prowadził teatr szkolny, reżyserował jego spektakle, wystawiane na obszarze Wołynia. Od 1929 do 1933 był dyrektorem Gimnazjum Państwowego w Trzemesznie, a w kolejnych latach od 1933 do 1938 był nauczycielem w gimnazjum w Grodzisku Wielkopolskim, a od 1938 do 1939 w Obornikach. Przyjaźnił się z Janem Kasprowiczem z którym korespondował. Uchwałą Rady Miejskiej w Sanoku z 1936 został uznany przynależnym do gminy Sanok.
Po wybuchu II wojny światowej 1939 i kampanii wrześniowej został aresztowany przez Niemców i był więziony w Warszawie na Pawiaku. Zwolniony powrócił na stałe do Sanoka. W okresie okupacji niemieckiej 1939-1945 był organizatorem tajnego nauczania w Sanoku i okolicach oraz w Brzezinach, w Strzyżowie i Rzeszowie (prowadził je niezależnie od głównego ośrodka; skupił uczniów z obszaru dzielnicy Posada przy Fabryce Wagonów oraz wysiedlonych, pochodzących z terenu Poznańskiego). Tuż po przejściu frontu wschodniego i zakończeniu okupacji niemieckiej w Sanoku z sierpnia 1944 współtworzył Komitet Odbudowy Gimnazjum (wraz z nim m.in. Zofia Skołozdro i Jadwiga Zaleska), w budynku którego stacjonowały wojska sowieckie. Powstałe gremium  skierowało do Józefa Stalina telegram z prośbą o opuszczenie gmachu szkoły przez wojska Armii Czerwonej, zaś interwencja zakończyła się oddaniem budynku.
Na przełomie września i października 1944 wraz z sanocką kadrą nauczycielską (w jej składzie była m.in. Zofia Skołozdro) zorganizował na nowo swoje macierzyste Państwowe Gimnazjum i Liceum im. Królowej Zofii, po czym został wybrany przez grono pedagogów w demokratycznym wyborze jako najstarszy wiekiem na dyrektora tej szkoły. W tym czasie zasiadł w Komisji Weryfikacyjnej, która przekazała do Kuratorium w Rzeszowie protokoły z egzaminów z okresu tajnego nauczania, na podstawie których zostały wydane uczniom świadectwa. Po roku w 1945 ustąpił ze stanowiska (jego następcą został ostatni przedwojenny dyrektor gimnazjum, Andrzej Grasela) i pozostał nauczycielem w szkole. Jednocześnie był także przez rok dyrektorem Prywatnego Gimnazjum i Liceum w pobliskim Zagórzu.
20 czerwca 1946 przemawiał na cmentarzu w Zagórzu podczas uroczystego pochówku ofiar zbrodni w Jasielu (dokonanej przez UPA), określonej wówczas jako dokonaną przez bandytów z NSZ. Był w grupie 16 osób aresztowanych przez NKWD na przełomie września i października 1946 w związku z działalnością w Młodzieży Wielkiej Polski. Wraz z nimi był poddawany śledztwu w gmach przy ul. Tadeusza Kościuszki 4 w Sanoku i więziony w piwnicach tego budynku. Proces tychże zatrzymanych odbył się w lutym 1947 w Rzeszowie.
Od 1 kwietnia 1947 był pracownikiem Kuratorium Okręgu Szkolnego w Rzeszowie na stanowisku wizytatora Wydziału Oświaty i Kultury dla Dorosłych. W 1949 uzyskał stopień doktora filozofii na Uniwersytecie Wrocławskim. Został członkiem komisji historyczno-literackiej Polskiej Akademii Nauk. W 1950 powrócił do Sanoka i ponownie pracował w macierzystym Liceum Ogólnokształcącym, a później od 1951 do 1953 w Technikum Budowy Samochodów w Sanoku i od 1958 do 1963 w szkołach mechanicznych, gdzie uczył języka polskiego i języków obcych, w tym języka rosyjskiego (później szkoła funkcjonowała pod nazwą Zespół Szkół Technicznych, od 2010 Zespół Szkół nr 3 im. Walentego Lipińskiego i Mateusza Beksińskiego). Pracował także w Technikum Mechanicznym. Od 1952 był zaprzysiężonym tłumaczem sądowym, wykonując przekłady z języków niemieckiego, rosyjskiego, angielskiego, ukraińskiego, białoruskiego, czeskiego.
Publikował prace naukowo-literackie, m.in. bibliografię pism Piotra Chmielowskiego. Publikował zarówno wydania osobne, jak i artykuły i recenzje w czasopismach: „Znicz” (Kraków), „Zarzewie”, „Kurier Lwowski”, „Muzeum” (Lwów), „Lech” (Gniezno), „Orędownik na powiaty nowotymski i wolsztyński”, „Myśl Narodowa”, „Ruch Literacki” (Warszawa). Także publikował jako tłumacz. Od młodości był bibliofilem, na przełomie lat 50./60. jego kolekcja liczyła ok. 20–24 tys. pozycji. W owym czasie był to jeden z największych prywatnych księgozbiorów w Polsce. W jego zawartości była przede wszystkim literatura polska (głównie z epoki romantyzmu) i literatura powszechna, a także stare druki z XV-XVIII wieku, rękopisy, autografy, korespondencja, muzykalia i ryciny. Jan Świerzowicz udostępniał swoje eksponaty badaczom, uczelniom i instytucjom naukowym. Był przewodniczącym działającego przy sanockiej bibliotece od 1956 Koła Miłośników Książki, przewodniczącym komitetów redakcyjnych wydawnictw Monografia statystyczna powiatu sanockiego (przed 1960) oraz Monografia Jaćmierza (po 1960). W Sanoku udzielał wsparcia twórcom „Rocznika Sanockiego”.
Prowadził akcje oświatowe, głównie w ramach Towarzystwa Wiedzy Powszechnej (był prezesem powiatowego oddziału TWP), w trakcie których wygłosił ok. 1000 odczytów (w szczególności w dziedzinie Trzech Wieszczów, Adama Mickiewicza, Juliusza Słowackiego i Zygmunta Krasińskiego). Ponadto, w latach powojennych zainicjował pisanie przez młodzież pamiętników z czasu II wojny światowej. Działał społecznie, brał udział w życiu naukowo-kulturalnym, zjazdach literackich, pełnił funkcję przewodniczącego Komitetu Obchodów  Tysiąclecia Państwa Polskiego w Sanoku, pracował przy organizacji „Jubileuszowego Zjazdu Koleżeńskiego b. Wychowanków Gimnazjum Męskiego w Sanoku w 70-lecie pierwszej Matury” z 1958 oraz obchodów 800-lecia miasta Sanoka. W listopadzie 1956 został wybrany przewodniczącym obwodowej komisji wyborczej nr 4 w Sanoku. Na przełomie lat 50./60. był przewodniczącym Komisji Kultury i Oświaty Powiatowej Rady Narodowej (MRN) w Sanoku i pełnił mandat radnego PRN w Sanoku.

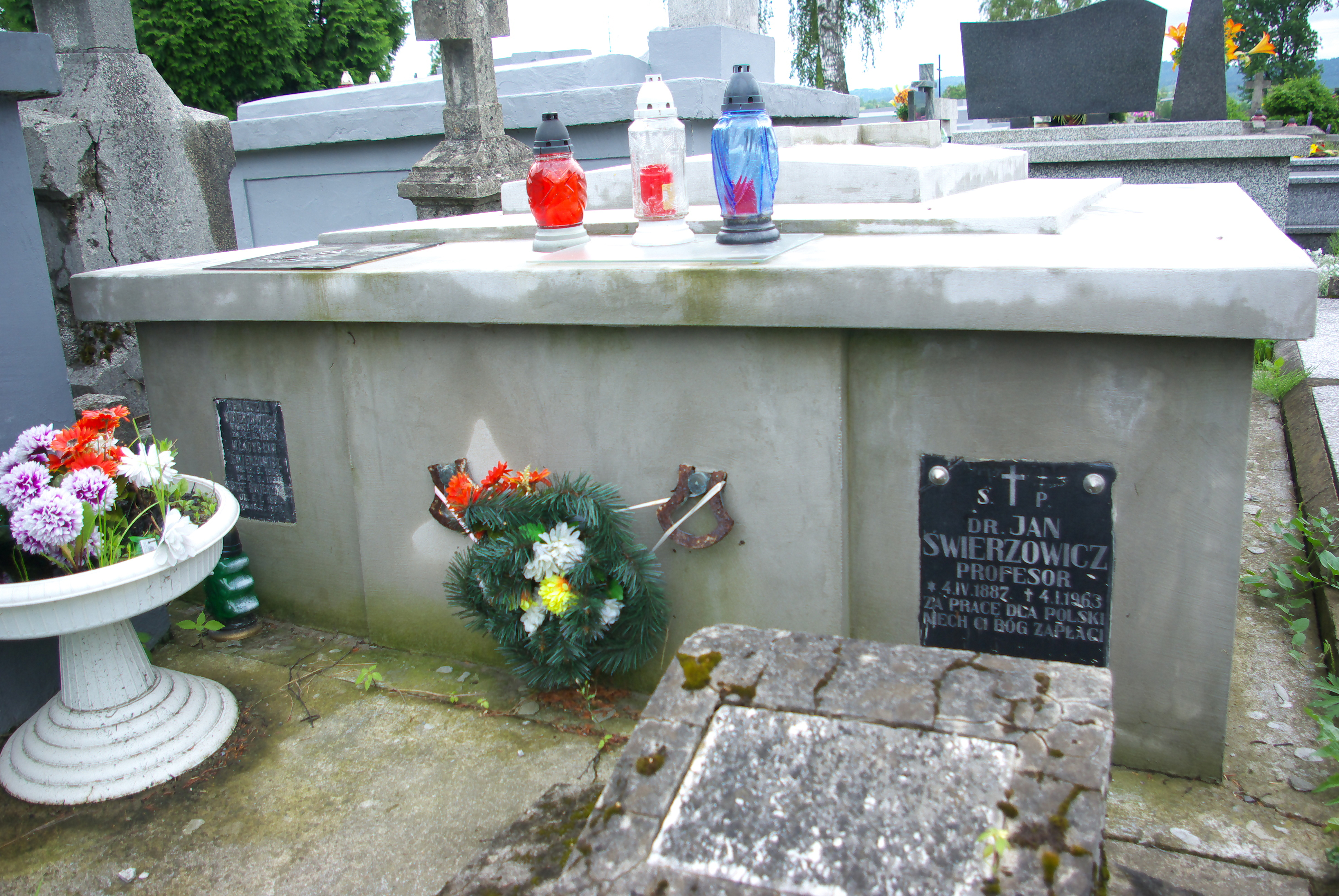
Grobowiec rodziny Świerzowiczów w Sanoku

Jan Świerzowicz zamieszkiwał w domu przy ulicy Kazimierza Lipińskiego 104 nieopodal fabryki Autosan i potoku Dworzysko.
Zmarł 4 stycznia 1963 w Trzemesznie podczas zjazdu koleżeńskiego przedwojennych wychowanków tamtejszego gimnazjum. 9 stycznia 1963 został pochowany w grobowcu rodzinnym na Cmentarzu Posada w Sanoku.
Jego żoną była Helena z Lisowskich (1909–1993), także nauczycielka, pochowana na Cmentarzu Centralnym w Sanoku. Jego wnuczką jest rzeźbiarka Agnieszka Świerzowicz-Maślaniec.
Sanocki poeta Roman Bańkowski zadedykował Janowi Świerzowiczowi wiersz, opublikowany w tomikach poezji pt. Granica milczenia z 1988 oraz Byli wśród nas – inni z 2000.

## Publikacje
- IV. Sprawozdanie Dyrekcji Państwowego Gimnazjum Klasycznego w Trzemesznie za lata szkolne 1929–1932 (1932), artykuły[41]:
  - M. K. Sarbiewski. Próba wizerunku psychologicznego
  - O „Żywych kamieniach W. Berenta”
- Stanisław Wyspiański
- Bibliografia Pism Piotra Chmielowskiego (w 30 rocznicę zgonu 1904–1934) (1933)
- Dwa szkice literackie (Hebbel, Maeterlinck) (1933)
- Rola oświaty i kultury w odbudowaniu Państwa Polskiego (1935)
- Szkice literackie: serja pierwsza (1936)
- Wczoraj i dziś powiatu nowotomyskiego. Jednodniówka wydana z okazji ofiarowania przez F.O.N. broni armii w dniu 10 lipca 1938 w Nowym Tomyślu (1938)
- Księga pamiątkowa Gimnazjum Męskiego w Sanoku 1888–1958 (1958), rozdziały:
  - Wspomnienia z lat 1901–1908[42]
  - Wojna i okupacja niemiecka w świetle pamiętników uczniowskich[43]
- Nowa księga przysłów (jeden z 16 autorów, red. Julian Krzyżanowski)[13]

Przekłady
- Filip Sidney: Obrona poezji (1933, oraz wstęp)
- Percy Bysshe Shelley: Obrona poezji (1939, oraz wstęp)

Opracowania
- Rudyard Kipling: Księga dżungli (1934)
- Rudyard Kipling: Druga Księga dżungli

## Odznaczenia i wyróżnienia
- Złoty Krzyż Zasługi (dwukrotnie: po raz pierwszy 13 kwietnia 1929[44])
- Nagroda twórcza Wojewódzkiej Rady Narodowej w Rzeszowie w dziedzinie upowszechniania nauki i oświaty (1958, za całokształt działalności kulturalno-oświatowej)[13][45]